# Miquel Arpa i Cura
Miquel Arpa i Cura fou un polític català.
Regidor de Cultura de l'Ajuntament de Manresa des de l'octubre del 1937 al maig del 1938. Home clau d'Esquerra Republicana a Manresa durant el franquisme. Fou condemnat a 8 anys de presó per "auxilio a la rebelión". El 15 de juny de 1942 fou condemnat a un desterrament a 250 km de Manresa.